# 文治の勅許
文治の勅許（ぶんじのちょっきょ）は、文治元年11月28日（1185年12月21日）の北条時政による奏請に基づき、朝廷より源頼朝に対し与えられた、諸国への守護・地頭職の設置・任免を許可した勅許のことである。

## 経緯

### 吾妻鏡
『吾妻鏡』11月12日条では、鎌倉幕府における諸国の国衙・荘園への守護・地頭の設置の経緯を次のように説明している。
即ち、諸国では騒乱が多く、その度に東国武士を派遣して鎮定することは諸国の疲弊につながる。そこで、朝廷に対し諸国の国衙・荘園に守護地頭の設置の許可を願い出るのがよいと、頼朝の腹心である大江広元が献策したという。
これを受けて『吾妻鏡』11月28日条には次のように記されている。
これは、上洛した北条時政が吉田経房を通じて後白河法皇に守護地頭設置の許諾を求めたものである。守護地頭の任免権は、幕府に託された地方の警察権の行使や、御家人に対する本領安堵、新恩給与を行う意味でも幕府権力の根幹をなすものであり、この申請を認めた文治の勅許は寿永二年十月宣旨と並んで、鎌倉幕府成立の重要な画期として位置づけられることとなった。

### 玉葉
この申請について、九条兼実の日記『玉葉』11月28日条には次のように記されている。
この記事は『吾妻鏡』同日条と同じ事実を書き記したものであるが「守護地頭」の語句はない。

### 学説
石母田正は『吾妻鏡』の「諸国平均に守護地頭を補任し」は鎌倉時代後期の史料に多く見える文言であることから、鎌倉時代後期の一般的な通説に基づく作文ではないかと指摘し、『吾妻鏡』文治2年3月1日条、2日条の「七ヶ国地頭」の記述から「一国地頭職」の概念を提唱した（「鎌倉幕府一国地頭職の成立」『中世の法と国家』東京大学出版会所収、1960年）。
この石母田の分析に端を発して、守護・地頭の発生、位置づけについて多くの議論が展開され、現在ではこの時に設置されたのは鎌倉時代に一般的だった大犯三ヶ条を職務とする守護、荘園・公領に設置された地頭ではなく、段別五升の兵粮米の徴収・田地の知行権・国内武士の動員権など強大な権限を持つ「国地頭」であり、守護の前段階とする説が有力となっている（川合康『源平合戦の虚像を剥ぐ』〈講談社選書メチエ〉講談社、1996年）。
また、守護・地頭の設置を大江広元の献策とする説も、石母田は『吾妻鏡』による広元顕彰記事で事実はないとし、川合も守護・地頭の形成経緯からして事実ではないとする。
これに対して上杉和彦は両者の指摘を認めて、頼朝を守護・地頭の創出者ではなく、広元もその献策者ではないとしながらも、頼朝によって全国的制度に整備され、それにあたっては彼周辺の文官集団が深く関わったと考えられ、広元をはじめ三善康信・藤原俊兼・藤原邦通ら文官集団の事績が『吾妻鏡』編纂の段階で広元一人の功績に集約されたのではないかとみる。